# スタンダード (企業)
株式会社スタンダード（Standard Corp.）は、カラオケボックスや飲食店、複合カフェの運営を行う日本の企業。エクシングの100%子会社でブラザー工業の100%孫会社。

## 概要
全国各地で「JOYSOUND」などのブランドでカラオケボックスを運営しているほか、飲食店、複合カフェの運営を行っている。
かつては株式会社USENのグループ企業であった株式会社BMBの子会社であり、USENグループ時代にはアーティストオーディションである「a-motion」の予選会を系列のカラオケボックスで行っていた。
2010年（平成22年）1月20日、USENが保有していたBMBの全株式をエクシングへ譲渡したことに伴い、BMBはエクシングの子会社となった。同年7月1日にエクシングがBMBを吸収合併したことから、エクシング傘下となった。
2011年（平成23年）3月以降は、エクシングからカラオケボックス「JOYSOUND」の運営を移管された。
2014年（平成26年）4月1日、エクシングの子会社である株式会社メディアクリエイトを吸収合併し、メディアクリエイトからカラオケボックス「メガトン」と複合カフェ「ゆう遊空間」の運営を引き継いだ。
エクシング傘下入り後は、エクシング・ミュージックエンタテイメント、テイチクエンタテインメントといったグループ企業との連携を図った店舗も登場している。

## 沿革
- 1993年（平成5年）12月 - 設立。

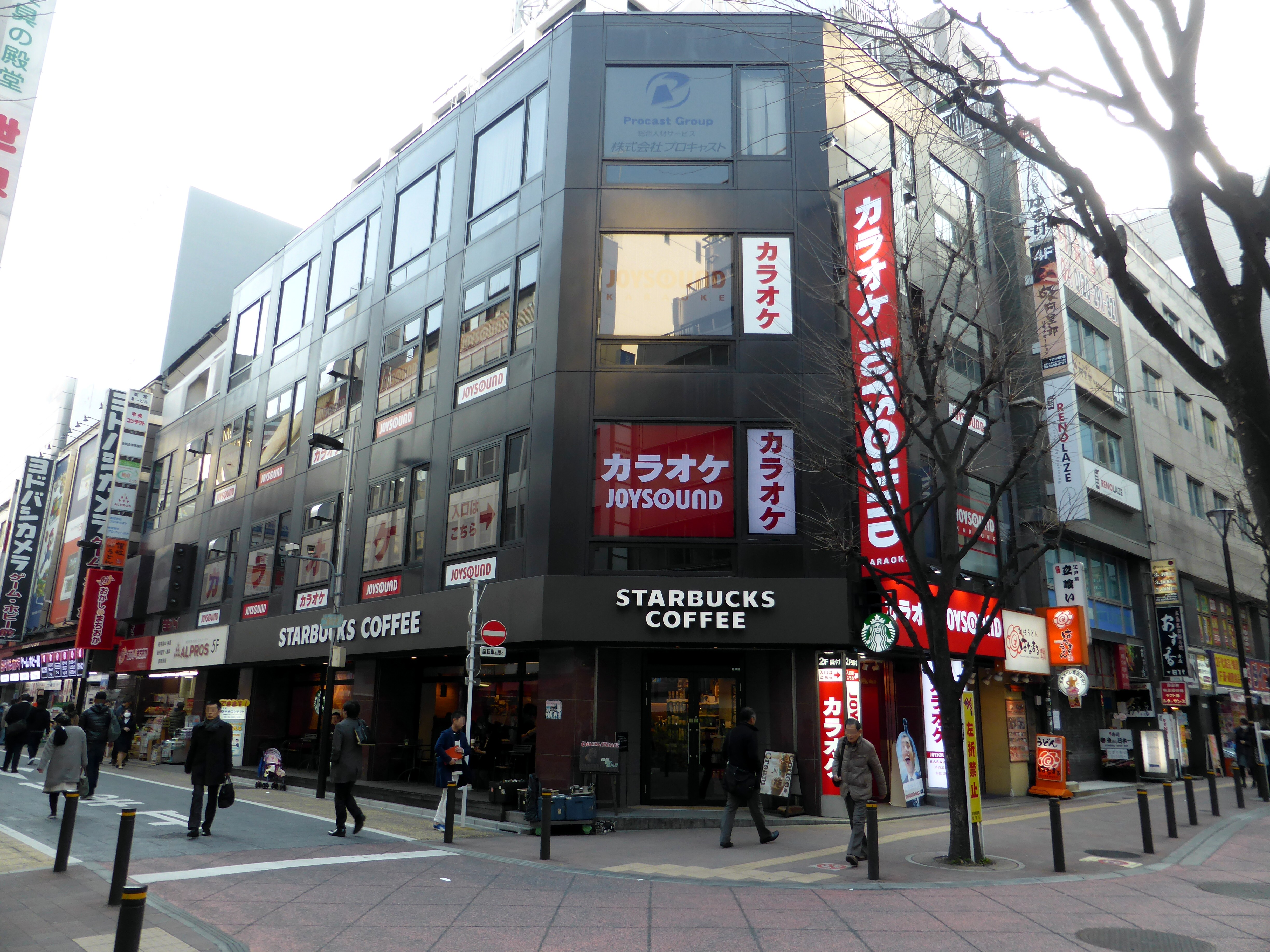
JOYSOUND 新宿西口店

- 2003年（平成15年）8月 - 商号を株式会社ビーエムビー・アクシスから株式会社ユーズ・ビーエムビースタンダードに商号変更したと同時に、株式会社USENから店舗事業を譲受。
- 2005年（平成17年）1月 - 商号を株式会社ユーズ・ビーエムビースタンダードから株式会社スタンダードに商号変更。
- 2007年（平成19年）3月 - 本社を東京都港区赤坂のミッドタウン・タワーへ移転。
- 2009年（平成21年）4月 - カラオケボックス「U-STYLE」「U-BOU」「EL-NOTES」で実施していたJALマイレージバンク「カラオケマイル」のサービスを終了[5]。
- 2010年（平成22年）
  - 1月20日 - 親会社である株式会社BMBが、USENの子会社から株式会社エクシングの子会社となったことに伴い、エクシングの孫会社となる[2][3]。
  - 3月 - BMBの子会社である株式会社タイカンエンタープライズを吸収合併。
  - 6月 - 本社を東京都港区芝公園の芝パークビルへ移転。
  - 7月1日 - エクシングがBMBを吸収合併したことに伴い、エクシングの子会社となる[2][3]。
  - 12月 - ビュッフェバー事業から撤退。
- 2011年（平成23年）3月 - エクシングからJOYSOUND3店舗[注釈 1]を吸収分割により譲受。
- 2013年（平成25年）3月 - 本社を東京都港区港南の品川NBSビルへ移転（本店所在地は芝パークビルのまま変わらず）。
- 2014年（平成26年）4月1日 - エクシングの子会社である株式会社メディアクリエイトを吸収合併[4]。

### （旧）メディアクリエイト
- 1998年（平成10年）7月2日 - ゴトーのカラオケ事業再編のため、ゴトーの子会社として静岡県沼津市に設立。
- 2000年（平成12年）
  - 漫画喫茶「ゆう遊空間」1号店を出店。
  - TSUTAYAフランチャイズ事業加盟店契約。
- 2001年（平成13年） - 「ゆう遊空間」フランチャイズ事業開始。
- 2002年（平成14年）
  - カルチュア・コンビニエンス・クラブ株式会社と提携、加盟店契約を締結。
  - 10月 - 第三者割当増資によりゴトーの子会社から外れる。
- 2005年（平成17年）
  - 8月5日 - 東証マザーズ上場。証券コードは2451。
  - カルチュア・コンビニエンス・クラブ株式会社とフランチャイズ資本・業務契約を締結。
- 2013年（平成25年）11月26日 - エクシングが実施していたTOBが成立し、エクシングの完全子会社となると同時に東証マザーズへの上場廃止[6][7]。
- 2014年（平成26年）4月1日 - スタンダードに吸収合併される[8]。

## 展開している事業
以下のブランドで店舗を展開している。

### カラオケボックス事業
- JOYSOUND直営店
- J-STYLE by JOYSOUND
- U-STYLE（旧BMB系）
- U-BOU（旧BMB系）
- メガトン（旧メディアクリエイト系）
- ソングパーク
- ミスターカラオケ

U-STYLE・U-BOU（旧BMB系）、メガトン（旧メディアクリエイト系）の3ブランドの店舗は、2010年（平成22年）11月5日に名古屋市のU-BOU八事店がJOYSOUND八事店へ転換されたのを皮切りに、順次「JOYSOUND直営店」「J-STYLE by JOYSOUND」へのブランド転換を進めており、東北地方、甲信越地方、富山県、近畿地方、四国地方、九州地方の全店は、JOYSOUNDへのブランド転換を完了している。
エクシングの子会社であるため、通信カラオケ機器は全店でJOYSOUNDのみを導入している。
- 旧BMB系店舗ではUGAを導入していたが、エクシング傘下入り後に全てJOYSOUNDへ変更された。
- 旧メディアクリエイト系店舗では、UGAや第一興商のDAMも導入していたが、エクシング傘下入りと同時に全てJOYSOUNDへ変更された。

かつては新潟県でハートランド、ブレイクスポット（旧BMB系）を、長野県、京都府、岡山県、徳島県、愛媛県、長崎県、熊本県、大分県、鹿児島県の9府県でEL-NOTES（旧BMB系）の各ブランドをそれぞれ展開していたが、全てJOYSOUNDへ転換された。
また、北海道、秋田県、栃木県、群馬県、石川県、福井県、山梨県、岐阜県、奈良県、和歌山県、鳥取県、島根県、岡山県、香川県、高知県、佐賀県、宮崎県、沖縄県の18道県には直営のカラオケボックスは存在しない。
カラオケ以外の活用
- 動画・ライブビューイング鑑賞[9]
- 楽器演奏[9]
- Web会議・テレワーク[9]
- Nintendo Switchドック[10]
- 貸出ミシン（親会社がミシン製造のブラザー工業であるため、広いスペースで布を扱えるメリットなどからの提供）[9]

### 飲食店事業
グループ飲食店として以下の店舗を経営している。店舗所在地はいずれもJOYSOUND直営店の店舗が入居するビルと同一である。
- 和風ダイニング 若月[12][13] - JOYSOUND郡山中央通り店と同一（福島県郡山市）
- CLUB Joy - JOYSOUND金山店[注釈 2]の最上階。完全会員制・予約制のプレミアムカラオケクラブ（愛知県名古屋市熱田区）
- U-LOWC（ユーローク）[14] - JOYSOUND浜松有楽街店と同一（静岡県浜松市中区［現・中央区］）※閉店
- しゃぶしゃぶ すきやき 個室ダイニング 天空
  - 品川港南口店 - JOYSOUND品川港南口店と同一。
  - 道頓堀店 - JOYSOUND道頓堀2丁目店と同一。
  - 土浦店 - JOYSOUND土浦店と同一。

### 複合カフェ事業
旧メディアクリエイトから引き継いだ「ゆう遊空間 by JOYSOUND」を神奈川県、静岡県、愛知県の3県で展開している。
2016年（平成28年）からは東京都内で都心型インターネットカフェ店舗「NET-CUBE」を展開しており、同年6月1日に第1号店として調布駅前店（東京都調布市）がオープンした。2017年2月17日には2号店として新宿西口店、8月23日には3号店として渋谷店、11月16日には4号店として立川北口店がオープンした。2020年7月3日には5号店として西葛西店をオープンした。現在都内2店舗を運営している。
- ゆう遊空間 by JOYSOUND[21]
- NET-CUBE[20]

## かつて手掛けていた事業

### ビュッフェバー事業
かつては東京都新宿区で「PINK BIG PIG」、福岡県福岡市博多区で「SLOW」の2店舗のビュッフェバーを営業していたが、SLOWはスタンダードのエクシング傘下入りと同時に他社へ営業権を譲渡。PINK BIG PIGも2010年（平成22年）12月31日をもって閉店し、ビュッフェバー事業からは撤退した。